# Raul Veiga
Raul de Moraes Veiga (São Francisco de Paula, hoje Trajano de Moraes, 24 de outubro de 1878 — Rio de Janeiro, 23 de janeiro de 1947) foi um engenheiro civil e político brasileiro.
Filho do Dr. João Henriques da Veiga (nascido em São Vicente de Ferrer, Formiga/MG em 1 de fevereiro de 1850 e falecido em Nova Friburgo, em 3 de fevereiro de 1925,) e de Antônia da Silva de Moraes Veiga (nascida em Trajano de Moraes/RJ em 4 de maio de 1859 e falecida em Nova Friburgo/RJ em 6 de agosto de 1896), por sua vez, neta da Baronesa de Duas Barras (24/6/1802-26/11/1884). Casou-se, em 4 de fevereiro de 1903, na Igreja do Sagrado Coração de Jesus, em Petrópolis, com Orlinda Marins da Rocha (nascida no Rio de Janeiro em 10 de agosto de 1879, e falecida na mesma cidade, em 11 de dezembro de 1920).
Foi criado em Nova Friburgo, onde foi aluno do Colégio Anchieta. Cursou a Escola Politécnica, terminando o curso de engenharia civil em 1899. Foi engenheiro da prefeitura de Niterói na administração de Paulo Alves.
Ingressou na política pelo Partido Republicano Fluminense, elegendo-se deputado estadual e, depois, deputado federal em 1909. Exerceu o mandato por três legislaturas seguidas e se elegeu de novo em 1926 e 1930, chegando a líder da bancada do seu estado. Apoiado por Nilo Peçanha, foi eleito presidente do estado do Rio de Janeiro entre os anos 1918 e 1922. Durante sua administração, foi reformada a constituição do estado, pela Lei nº 1670 de 15 de novembro de 1920. Entre outras modificações, manteve apenas um cargo de vice-presidente do estado, suprimindo os outros dois.
Em 1921, lançou a ideia de criar o Dia da Criança, comemorado pela primeira vez em Niterói no ano de 1922.
Foi eleito ainda para mais dois mandatos de deputado federal, em 1927 e 1930, chegando a ser líder da bancada. O último não chegou a ser concluído, em virtude da Revolução de 1930, que fechou o congresso e desalojou os grupos políticos que controlavam o poder no Estado do Rio e em grande parte do país.
Foi sepultado no Cemitério de São João Batista, na zona sul do Rio de Janeiro.